# Var är bus-Alfons?
Var är bus-Alfons? är en barnbok skriven av Gunilla Bergström. Den ingår i serien av böcker som handlar om Alfons Åberg, och utgavs första gången 1982 på Rabén & Sjögren Bokförlag. En animerad filmatisering sändes första gången i SVT den 16 januari 1981. Ursprungligen hette berättelsen Slutbusat, Alfons Åberg!.

## Bokomslag
Bokomslaget visar Alfons Åberg stående utanför skolhuset, med jackan i den högra handen, och ABC-bok i den vänstra.

## Handling
Alfons Åberg är sju år och skall börja i skolan, i klass 1 B. Han har blivit ordentlig, och fått ny jacka, skolväska och pennfodral.
Tidigare har han varit glad, bus och tjuvtänder lampan om kvällarna, fast hans pappa sagt god natt och släckt lampan. När han lovat städa upp genast, har han ändå smitit, och när han sagt att han skall passa tiden har han ändå glömt komma in till middagen, och då han påstått att han tvättat händerna har han inte gjort det.
Men nu är han tyst, stillsam och gör som han blir tillsagd. Hans pappa bekymrar sig, då Alfons dukar av efter sig, inte tjuvläser på kvällarna, inte lägger kläder på golvet samt tvättar sig före maten.
Kvällen före skolstarten berättar Alfons pappa för Alfons att han alla 7-åringarna i deras hus, deras i stad, och över hela Sverige ligger och tänker på nästa dag, rädda, nyfikna och orolighet, fast de kanske bor vägg i vägg. För Alfons blir det då lättare att somna.
Kommande dag går Alfons med pappa till skolan, och pappa följer med ända fram och säger att alla har pirr i magen.
I klassrummet tilldelas barnen varsin bänk, och alla får säga sitt namn, även deras lärarinna, som berättar en hemlighet, som får alla att skratta, och deras magpirr att försvinna.
Sedan går Alfons hem med en ny klasskamrat. De leker vid ett dike, där de med pinnar bygger broar och båtar, i stället för att gå raka vägen hem, som Alfons blivit tillsagd.
Då Alfons kommer hem berättar han att deras lärarinna var mest nervös av alla, för hon skulle träffa en helt ny skolklass med 20 barn och deras föräldrar. Hon gick och köpte klänning, krullade håret på damfriseringen men kunde ändå inte sova om natten på grund av magpirr. Det glömde Alfons och hans pappa tänka på kvällen innan.
Alfons säger sedan att han har tvättat händerna före maten, fast han inte gjort det. Jackan har kastats på golvet, och väskan med. Alfons har blivit som vanligt igen, busig och glad, fast han går numera i skolan.

## Övrigt
- En bild visar att Alfons läsebok heter "Min första ABC-bok".

### Fotnoter
1. ↑  ”Var är bus-Alfons?”. Worldcat. 25 februari 1982. https://www.worldcat.org/title/var-ar-bus-alfons/oclc/186079739&referer=brief_results. Läst 15 januari 2015.
2. ↑  ”Slutbusat, Alfons Åberg!”. Svensk mediedatabas. 11 november 1988. http://smdb.kb.se/catalog/id/001708278. Läst 6 oktober 2010.